# Giuseppe Godeassi
Giuseppe Godeassi (Medea, 31 agosto 1788 – Zara, 5 settembre 1861) è stato un arcivescovo cattolico italiano.

## Biografia
Finì il liceo a Gorizia, e studiò teologia a Udine. Fu ordinato sacerdote nel 1812. Nel periodo dal 1814 al 1830 ricoprì l'ufficio di parroco in vari luoghi, e nel 1830 fu nominato consigliere per il culto e l'istruzione pubblica presso il governo provinciale di Zara.
Nel 1840 papa Gregorio XVI lo nominò nuovo vescovo di Spalato-Marcarsca, ma già due anni dopo, per decisione imperiale, fu nominato arcivescovo metropolita di Zara.
Dopo la caduta dell'assolutismo nella monarchia asburgica, sostenne gli autonomisti dalmati.

## Genealogia episcopale e successione apostolica
La genealogia episcopale è:
- Cardinale Scipione Rebiba
- Cardinale Giulio Antonio Santori
- Cardinale Girolamo Bernerio, O.P.
- Arcivescovo Galeazzo Sanvitale
- Cardinale Ludovico Ludovisi
- Cardinale Luigi Caetani
- Cardinale Ulderico Carpegna
- Cardinale Paluzzo Paluzzi Altieri degli Albertoni
- Cardinale Flavio Chigi
- Papa Clemente XII
- Cardinale Giovanni Antonio Guadagni, O.C.D.
- Cardinale Cristoforo Migazzi
- Arcivescovo Michael Léopold Brigido
- Arcivescovo Sigismund Anton von Hohenwart, S.I.
- Arcivescovo Augustin Johann Joseph Gruber
- Arcivescovo Francesco Saverio Luschin
- Arcivescovo Giuseppe Godeassi

La successione apostolica è:
- Arcivescovo Petar Dujam Maupas (1856)
- Vescovo Marko Kalogjera (1856)